# Valerio Castronovo
Valerio Castronovo (Vercelli, 15 febbraio 1935 – Torino, 6 marzo 2023) è stato uno storico e giornalista italiano.

## Biografia

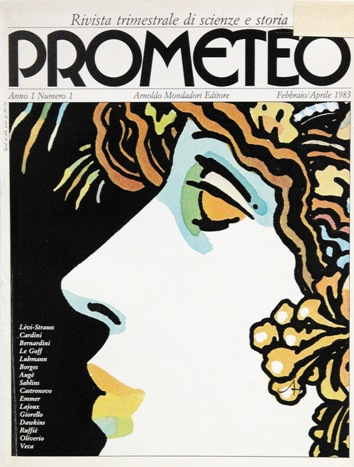
Prometeo copertina n. 1, 1983, Mondadori

Nacque a Vercelli il 15 febbraio 1935 e si laureò con lo storico Guido Quazza all’Università di Torino con una tesi sull’evoluzione della stampa in Europa. Ottenne poi un contratto di ricerca presso la sezione Relazioni Culturali della http://olivetti/ di Ivrea e successivamente divenne dipendente della STIPEL (Società Telefonica Interregionale Piemontese e Lombarda).
Fu dal 1967 al 1971 professore incaricato di Storia moderna all'Università degli Studi di Milano e dal 1972 al 2004 ordinario di Storia contemporanea nell'Università degli Studi di Torino. Negli anni Novanta insegnò al corso di dottorato in Scienze Storiche della Scuola Superiore di studi storici dell'Università degli studi di San Marino, mentre negli anni Duemila tenne il corso di "Storia dell'impresa e dell'organizzazione aziendale" presso il Dipartimento di Impresa e Management dell'Università LUISS Guido Carli di Roma.Fu socio corrispondente dell'Accademia delle scienze di Torino, e direttore scientifico dal 1983 al 2020 del trimestrale di scienze e storia Prometeo. Autore in un primo tempo di studi sulla cultura e l'amministrazione degli Stati Italiani tra Cinque e Seicento, si dedicò a ricerche sulla classe politica e l'Industria nell'Italia del secolo scorso. Spiccano in questo ambito la biografia del fondatore della FIAT Giovanni Agnelli e un profilo dell'economia piemontese dall'Unità al 1914; inoltre realizzò un quadro delle vicende dell'economia italiana durante l'ultimo secolo scritto per la "Storia d'Italia" Einaudi.
Sempre per Einaudi curò l'edizione italiana della "Cambridge Economic History of Europe", collaborò a un volume degli "Annali", scrisse il volume sul Piemonte nella collana "Storia delle regioni". Scrisse poi "La Stampa Italiana dall'Unità al Fascismo" e coordinò con Nicola Tranfaglia una "Storia della stampa italiana" edita da Laterza in sei volumi. La sua Storia dell'economia italiana fu tradotta nel 2000 in Cina e alcuni suoi saggi in Francia, Germania e Spagna. Dal 1981 al 2020 presiedette la Fondazione di studi storici Gaetano Salvemini di Torino, divenendone presidente onorario dal 2021 fino alla morte. Alla Fondazione donò le sue carte personali confluite nel Fondo Valerio Castronovo.
Nel 1982 fondò il Centro Studi per la documentazione storica ed economica dell'impresa di Roma che diresse fino al 2020. Dal 2000 fu presidente dell'Archivio del cinema industriale e della comunicazione d’impresa dell'Università “Carlo Cattaneo” di Castellanza. Fu presidente fin dalla nascita nel 1985 del MUSIL, la Fondazione Museo italiano dell'industria e del lavoro “Eugenio Battisti” di Brescia.
Fu coordinatore scientifico del Centro studi sul giornalismo “Gino Pestelli” di Torino, e membro del Comitato scientifico dell'Istituto universitario di studi europei di Torino. Nella sua lunga vita di studioso curò numerose trasmissioni TV per la Rai, fra cui una serie dedicata nel 1984-85 all'evoluzione dell'industria italiana, e una serie di venti puntate, nel 1999-2000, sulla storia complessiva del capitalismo italiano. Con Renzo De Felice e Pietro Scoppola curò la realizzazione per l'Istituto Luce del documentario in cinquanta puntate L'Italia del Novecento (1993-1996). Collaborò dal 1976 al 1998 alle pagine culturali de la Repubblica; e dal 2000 fu editorialista de Il Sole 24 Ore e del suo supplemento culturale domenicale.

## Opere
- Giornali e correnti di opinione pubblica in Italia dopo l'Unità (1861-1887). Lezioni tenute all'università di Torino per il corso di Storia Moderna nell'anno accademico 1961-1962, Torino, Cooperativa libraria universitaria torinese editrice, 1962.
- La Stampa di Torino e la politica interna italiana. 1867-1903, Modena, Società Tip. Editrice Modenese-Mucchi, 1962.
- L'industria laniera in Piemonte nel secolo XIX, Torino, ILTE, 1964; 1965.
- Samuel Guichenon e la storiografia del Seicento, Torino, Giappichelli, 1965.
- Guida alle letture di storia economica, Torino, Giappichelli, 1967.
- Economia e società in Piemonte dall'Unità al 1914, Milano, Banca Commerciale Italiana, 1969.
- La stampa italiana dall'Unità al fascismo, Roma-Bari, Laterza, 1970.
- L'economia italiana dal periodo giolittiano alla crisi del 1929, Torino, Giappichelli, 1971.
- Giovanni Agnelli, Torino, UTET, 1971; Torino, Einaudi, 1977.
- La rivoluzione industriale, Firenze, Sansoni, 1973; 1982; 1988. ISBN 88-383-0077-1.
- La storia economica, in Storia d'Italia, IV.1, Dall'Unità ad oggi, Torino, Einaudi, 1975.
- Prefazione e L'Italia contemporanea 1945-1975. Economia e classi sociali, in L'Italia contemporanea. 1945-1975, Torino, Einaudi, 1976.
- Storia economica Cambridge, a cura di, 8 voll., Torino, Einaudi, 1976-1992.
- Storia della stampa italiana, a cura di e con Nicola Tranfaglia, 7 voll., Roma-Bari, Laterza, 1976-2002.
- Storia delle regioni italiane dall'unità a oggi, I, Il Piemonte, Torino, Einaudi, 1977.
- Imprese ed economia in Piemonte dalla grande crisi a oggi, Torino, Cassa di risparmio di Torino, 1977.
- Come è nata la FIAT, Milano, Domus, 1979.
- L'industria italiana dall'Ottocento a oggi, Milano, A. Mondadori, 1980; 2003. ISBN 88-04-51820-0.
- Storia di una banca. La Banca Nazionale del Lavoro e lo sviluppo economico italiano, 1913-1983, Torino, Einaudi, 1983. ISBN 88-06-05600-X; 2003. ISBN 88-06-16675-1; Roma-Bari, Laterza, 2013. ISBN 978-88-581-0620-4.
- Gilardini. 1905-1985. Storia di un gruppo industriale, Torino, Gilardini, 1985.
- La cassetta degli strumenti. Ideologie e modelli sociali nell'industrialismo italiano, a cura di, Milano, Angeli, 1986.
- “La Stampa” 1867-1925. Un'idea di democrazia liberale, Milano, Angeli, 1987. ISBN 88-204-2241-7.
- Presente storico, la nuova Italia editrice, 2015 corso di storia per la scuola secondaria di primo grado
- La società contemporanea, diretta insieme a Luciano Gallino, 2 voll., Torino, UTET, 1987.
- Storia del movimento cooperativo in Italia. La Lega nazionale delle cooperative e mutue, 1886-1986, con Renato Zangheri e Giuseppe Galasso, Torino, Einaudi, 1987. ISBN 88-06-59407-9.
- Torino, Roma-Bari, Laterza, 1987. ISBN 88-420-2884-3.
- Europa moderna, direzione scientifica di e con Enrico Castelnuovo, 4 voll., Milano, Electa, 1987-1993.
- Grandi e piccoli borghesi. La via italiana al capitalismo, Roma-Bari, Laterza, 1988. ISBN 88-420-3299-9.
- Cento anni di industria, a cura di, Milano, Electa, 1988.
- Storia illustrata di Torino, a cura di, Milano, Sellino, 1992.
- Prometeo. Luoghi e spazi del lavoro 1872-1992, a cura di e con Antonella Greco, Roma-Milano, Sipi-Electa, 1992.
- La storia d'Italia del XX secolo, con Renzo De Felice e Pietro Scoppola, 5 voll., con 53 VHS, 5 cartelle documenti e 5 CD-Rom, Roma, Editalia-Istituto poligrafico e Zecca dello Stato, 1994-1999.

I, Dal Risorgimento alla Grande guerra, 1861-1914, Roma, Editalia-Istituto poligrafico e Zecca dello Stato, 1994.
I.1, L'Italia dopo l'unità, con Renzo De Felice, Roma, Editalia-Istituto poligrafico e Zecca dello Stato, 1994.
I.2, Società e costume nell'Italia unita, con Renzo De Felice e Pietro Scoppola, Roma, Editalia-Istituto poligrafico e Zecca dello Stato, 1994.
I.3, L'età giolittiana, con Pietro Scoppola, Roma, Editalia-Istituto poligrafico e Zecca dello Stato, 1994.
II, L'Italia in guerra e l'avvento del fascismo, 1915-1925, Roma, Editalia-Istituto poligrafico e Zecca dello Stato, 1995. ISBN 88-7060-356-3.
II.1, La grande guerra, Roma, Editalia-Istituto poligrafico e Zecca dello Stato, 1995.
II.2, Il difficile dopoguerra, con Pietro Scoppola, Roma, Editalia-Istituto poligrafico e Zecca dello Stato, 1995.
[II.3, L'avvento del fascismo, di Renzo De Felice, Roma, Editalia-Istituto poligrafico e Zecca dello Stato, 1995.]
III, L'Italia fascista, 1926-1939, Roma, Editalia-Istituto poligrafico e Zecca dello Stato, 1995.
III.1, Lo stato totalitario, con Renzo De Felice e Pietro Scoppola, Roma, Editalia-Istituto poligrafico e Zecca dello Stato, 1995.
III.2, Fascismo e società, con Renzo De Felice e Pietro Scoppola, Roma, Editalia-Istituto poligrafico e Zecca dello Stato, 1995.
III.3, Fascismo e contesto internazionale, con Renzo De Felice, Roma, Editalia-Istituto poligrafico e Zecca dello Stato, 1995.
IV, L'Italia nella seconda guerra mondiale, 1939-1946, Roma, Editalia-Istituto poligrafico e Zecca dello Stato, 1997.
IV.1, L'Italia entra in guerra, con Renzo De Felice, Roma, Editalia-Istituto poligrafico e Zecca dello Stato, 1997.
IV.2, Dal conflitto mondiale alla guerra civile, con Renzo De Felice e Pietro Scoppola, Roma, Editalia-Istituto poligrafico e Zecca dello Stato, 1997.
IV.3, Verso la Repubblica, con Pietro Scoppola, Roma, Editalia-Istituto poligrafico e Zecca dello Stato, 1997.
V, Dalla costituente al miracolo economico, 1946-1962, Roma, Editalia-Istituto poligrafico e Zecca dello Stato, 1999. ISBN 88-7060-434-9.
V.1, La ricostruzione tra economia e politica, con Pietro Scoppola, Roma, Editalia-Istituto poligrafico e Zecca dello Stato, 1999.
V.2, Da paese agricolo a potenza industriale, con Pietro Scoppola, Roma, Editalia-Istituto poligrafico e Zecca dello Stato, 1999.
V.3, L'Italia nel mondo, con Pietro Scoppola, Roma, Editalia-Istituto poligrafico e Zecca dello Stato, 1999.
- Storia economica d'Italia. Dall'Ottocento ai giorni nostri, Torino, Einaudi, 1995. ISBN 88-06-13621-6; 2006. ISBN 88-06-18021-5.
- Le rivoluzioni del capitalismo, Roma-Bari, Laterza, 1995. ISBN 88-420-4779-1; 2007. ISBN 978-88-420-8313-9.
- Storia dell'economia mondiale, a cura di, 6 voll., Roma-Bari, Laterza, 1996-2002.
- L'Europa dell'economia. Dall'età del mercante all'era delle telecomunicazioni, Roma, Telecom Italia, 1997.
- FIAT, 1899-1999. Un secolo di storia italiana, Milano, Rizzoli, 1999. ISBN 88-17-86035-2; 2005. ISBN 88-17-00786-2.
- L'eredità del Novecento. Che cosa ci attende in un mondo che cambia, Torino, Einaudi, 2000. ISBN 88-06-15639-X.
- Album italiano. Dalla ricostruzione al miracolo economico, a cura di, Roma-Bari, Laterza, 2001. ISBN 88-420-6484-X.
- II cavalieri del lavoro. Cent'anni di imprenditoria, a cura di, Roma, Federazione nazionale dei cavalieri del lavoro, 2001. ISBN 88-88378-00-6.
- Il pensiero liberale nell'età del risorgimento, Roma, Istituto poligrafico e Zecca dello Stato, 2001.
- Torino. Un'antica sapienza di lavoro, Torino, Edizioni del capricorno, 2001. ISBN 88-7707-015-3.
- Album italiano. Un paese in fermento, a cura di, Roma-Bari, Laterza, 2002. ISBN 88-420-6797-0.
- La BNL. Una banca a dimensione internazionale, 1964-1980, Firenze, Giunti, 2002. ISBN 88-09-03095-8.
- Album italiano. Fine secolo, a cura di, Roma-Bari, Laterza, 2003. ISBN 88-420-7145-5.
- La nascita dell'opinione pubblica in Italia. La stampa nella Torino del Risorgimento e capitale d'Italia (1848-1864), a cura di, Roma-Bari, Laterza 2004. ISBN 9788842073581
- Le poste in Italia. Da amministrazione pubblica a sistema d'impresa, a cura di, Roma-Bari, Laterza, 2004. ISBN 88-420-7124-2.
- Album italiano. Feste, a cura di, Roma-Bari, Laterza, 2004. ISBN 88-420-7555-8.
- Le paure degli italiani, Milano, Rizzoli, 2004. ISBN 88-17-00202-X.
- L'avventura dell'unità europea. Una sfida con la storia e il futuro, Torino, Einaudi, 2004. ISBN 88-06-16878-9.
- L'Italia del Novecento, con Renzo De Felice e Pietro Scoppola, Torino, UTET Libreria, 2004. ISBN 88-7750-827-2.
- 1905. La nascita delle Ferrovie dello Stato, Milano, Leonardo international, 2005. ISBN 88-88828-37-0.
- Album italiano. Giovani, a cura di, Roma-Bari, Laterza, 2006. ISBN 88-420-7835-2.
- Un passato che ritorna. L'Europa e la sfida dell'Asia, Roma-Bari, Laterza, 2006. ISBN 88-420-8015-2.
- Monferrato. I segni della modernità, a cura di e con Vera Comoli ed Elio Gioanola, con DVD, Alessandria, Cassa di risparmio di Alessandria-Fondazione Cassa di Risparmio di Alessandria, 2006.
- Alessandria. Dal risorgimento all'Unità d'Italia, a cura di, con la collaborazione di Enrico Lusso, Alessandria, Cassa di risparmio di Alessandria-Fondazione Cassa di Risparmio di Alessandria, 2007.
- Monferrato. Lo scenario del novecento, a cura di, con la collaborazione di Enrico Lusso, Alessandria, Cassa di risparmio di Alessandria-Fondazione Cassa di Risparmio di Alessandria, 2007.
- Album italiano. Vivere insieme. Verso una società multietnica, a cura di, Roma-Bari, Laterza, 2007. ISBN 978-88-420-8154-8.
- Piazze e caserme. I dilemmi dell'America latina dal Novecento ad oggi, Roma-Bari, Laterza, 2007. ISBN 978-88-420-8488-4.
- Il Piemonte nel processo di integrazione europea, a cura di, con la collaborazione di Alberto Cassone e Adriana Castagnoli, Milano, Giuffrè, 2008. ISBN 88-14-14385-4.
- Locat e gli sviluppi del leasing in Italia 1965-2008, con Giovanni Paoloni, Roma-Bari, Laterza, 2009. ISBN 978-88-420-8829-5.
- Fastweb 1999-2009. Storia di una impresa innovativa, con Giovanni Paoloni, Roma-Bari, Laterza, 2009. ISBN 978-88-420-9129-5.
- Un mondo al plurale, 3 voll., Milano, La nuova Italia, 2009.
- L'Italia del miracolo economico, Roma-Bari, Laterza, 2010. ISBN 978-88-420-9212-4.
- Cento anni di imprese. Storia di Confindustria 1910-2010, Roma-Bari, Laterza, 2010. ISBN 978-88-420-9304-6.
- Le ombre lunghe del Novecento. Perché la Storia non è finita, Milano, Mondadori, 2010. ISBN 978-88-04-58730-9.
- Il capitalismo ibrido. Saggio sul mondo multipolare, Roma-Bari, Laterza, 2011. ISBN 978-88-420-9663-4.
- Storia dell'IRI, I, Dalle origini al dopoguerra. 1933-1948, a cura di, Roma-Bari, Laterza, 2012. ISBN 978-88-420-9856-0.
- Eventi & scenari. Corso di storia per la scuola secondaria di primo grado, 3 voll., Milano, La nuova Italia, 2012.
- MilleDuemila, un mondo al plurale. Corso di storia per il secondo biennio e il quinto anno, 3 voll., Milano, La nuova Italia, 2012.
- Il gioco delle parti. La nazionalizzazione dell'energia elettrica in Italia, Milano, Rizzoli, 2012. ISBN 978-88-17-06006-6.
- I cinquant'anni di Enel, con Giovanni Paoloni, Roma-Bari, Laterza, 2013. ISBN 978-88-581-0590-0.
- L'Italia della piccola industria. Dal dopoguerra a oggi. Roma-Bari, Laterza, 2013.
- La sindrome tedesca, Laterza prima edizione 2014
- Nel Segno dei Tempi. Corso di storia per il secondo biennio e il quinto anno, 3 voll., Milano, La nuova Italia, 2015.
- Giuseppe Venanzio Sella. Imprenditore e uomo di studi, Il Mulino, 2016. ISBN 978-88-15-26025-3.

«La Stampa» 150 anni (1867-2017). Un giornale, la sua epoca, il suo futuro, Torino, Nino Aragno Editore, 2017. ISBN 978-88-8419-837-2
- L’autunno della sinistra in Europa, Roma-Bari, Laterza, 2017. ISBN 9788858129203
- Luce, calore, energia. 180 anni di Italgas, a cura di, Roma-Bari, Laterza, 2017. ISBN 9788858129104
- L’anomalia italiana. Un profilo storico dagli anni ottanta ai giorni nostri, Venezia, Marsilio, 2018.
- Per una moderna cultura d'impresa. Le idee e l'opera di sei presidenti di Confindustria (1946-1992), (a cura di), Novara, Interlinea, 2019. ISBN 9788868572631
- L'Europa e la rinascita dei nazionalismi, Laterza, 2016. ISBN 978-88-581-2464-2
- Storia economica d'Italia (2020)
- Chi vince e chi perde. I nuovi equilibri internazionali, Roma-Bari, Laterza, 2020. ISBN 9788858140710
- Dal tempo alla storia. I manuali scolastici Rizzoli Educational, Milano, La Nuova Italia, 2021, 3 voll.
- Collaboratore dell'Istituto della Enciclopedia Italiana, ha redatto importanti contributi per il Dizionario Biografico degli Italiani